# Hynhamia
Hynhamia là một chi bướm đêm thuộc họ Tortricidae.

## Các loài
- Hynhamia brunana Brown, 1990
- Hynhamia cornutia Brown, 1990
- Hynhamia hemileuca Meyrick, 1932
- Hynhamia microsocia Razowski, 1999
- Hynhamia ochroleuca Razowski, 1999
- Hynhamia sciodryas Meyrick, 1926